# The Struts
The Struts (с англ. — «распорки, подпорки») — британская рок-группа. Основана в 2009 году в городе Дерби.

## Творчество
В 2009 году Люк Спиллер и Адам Слэк начали вместе писать песни, затем к ним присоединились ещё два участника, таким образом, появилась группа The Struts. Коллектив исповедует довольно гремучую смесь из разнообразных музыкальных направлений, популярных в 60-70-х, подкрепляя её некоторыми тенденциями современной музыки. Особую изюминку группе придаёт фронтмен Люк Спиллер, причудливо впитавший в себя манеру поведения Мика Джаггера, Фредди Меркьюри и Майкла Джексона. Первый сингл группы — «I Just Know» — вышел в 2012 году. Участие Люка Спиллера в записи альбома Майка Олдфилда Man On The Rocks, где он исполнил вокал во всех песнях, привлекло дополнительное внимание к группе, так как альбом поднялся в топ чартов европейских стран. К тому же участники группы обзавелись полезными знакомствами, в частности известного PR-менеджера Каролины Монк (Caroline Monk).
В первые годы своей деятельности группа также активно записывала каверы на популярные композиции, например, на Get Lucky музыкального дуэта Daft Punk. Наконец, в апреле 2014 года вышел мини-альбом (EP) Kiss This, а в июле полноформатный альбом Everybody Wants. 13 июня группа выступила в Париже перед 80-тысячной аудиторией открывая концерт Rolling Stones..
28 августа 2020 года The Struts выпустили сингл «Another Hit of Showmanship» с гитаристом The Strokes Альбертом Хаммондом-младшим.
Сингл Strange Days, записанный с Робби Уильямсом был выпущен 2 сентября 2020 года, а одноименный альбом — 16 октября 2020 года.

## Участники
- Люк Спиллер (Luke Spiller) — вокал.
- Адам «Аддо» Слэк (Adam «Addo» Slack) — гитара.
- Джед Эллиотт (Jed Elliott) — бас-гитара.
- Джетин Дэвис (Gethin Davies) — ударные.

## Синглы и EP
- I Just Know (2012)
- Could Have Been Me (2013)
- Kiss This EP (2014)
- Another Hit of Showmanship (при участии Albert Hammond Jr.) (2020)
- Strange Days (при участии Робби Уильямса) (2020)
- I Hate How Much I Want You (при участии Фила Коллена и Джо Эллиота) (2020)

## Альбомы
- Everybody Wants (2014)
- Young & Dangerous (2018)
- Strange Days (2020)